# خادم الحرمین الشریفین
خادم الحرمین الشریفین لفظی تاریخی و لقبی احترام‌آمیز، به معنای محافظ یا کلیددار دو مسجد از مقدس‌ترین مساجد اسلامی، مسجدالحرام در مکه و مسجدالنّبی در مدینه است. پادشاهان آل سعود، به صورت رسمی و در مکاتبات اداری با این لقب خطاب می‌شوند.
این لفظ، اولین بار توسط سلاطین ایوبیان، سلاطین مملوک مصر و سلاطین عثمانی به‌کار رفت. این لفظ امروزه توسط شاهان کنونی سعودی احیا شده است.
امروزه این لفظ بیش از همه یادآور پادشاه عربستان سعودی در نقش محافظ دو مسجد مقدس، یعنی مسجدالحرام در مکه و مسجدالنّبی در مدینه است. این نقش به‌طور سنتی از آنِ خلیفه بوده است.
ملک فهد بن عبدالعزیز آل سعود، پادشاه عربستان سعودی، در سال ۱۹۸۶ برای اولین بار این لقب را اختیار کرد. او لفظ «والاحضرت» (صاحب الجلالة المعظم) را با «خادم الحرمین الشریفین» جایگزین کرد. پس از وفات او در سال ۲۰۰۵، این لقب را به ترتیب ملک عبدالله، پادشاه پیشین عربستان سعودی، در ۵ اوت ۲۰۰۵ و شاه کنونی عربستان سعودی، ملک سلمان، در ۲۳ ژانویه ۲۰۱۵ برای خودشان به‌کار بردند.

## تاریخچه
اعتقاد بر این است که اولین کسی که از این عنوان استفاده کرد، صلاح الدین ایوبی بوده است.
پس از شکست دادن مملوکان مصر و به دست آوردن کنترل مکه و مدینه در سال ۱۵۱۷، سلطان سلیم یکم، پادشاه عثمانی، این عنوان را به خود اختصاص داد؛ او گرچه بیشتر از عبارت (عربی: حَاكِمُ الْحَرَمَيْن‎ بهره می‌برد ولی عبارت (عربی: خَادِمُ الْحَرَمَيْن‎ را نیز پذیرفت.
اولین پادشاه عربستان سعودی که این عنوان را برای خود احیاء کرد، ملک فیصل بن عبدالعزیز (۱۹۷۵–۱۹۰۶) بود؛ ولی جانشین وی ملک خالد از این عنوان استفاده نکرد. اما جانشین دوم ملک فهد با افزودن اصطلاح «اعلیحضرت»، از آن استفاده نمود. پادشاه فعلی سعودی، ملک سلمان پس از درگذشت پادشاه پیشین، ملک عبدالله، برادر ناتنی خود، در ۲۳ ژانویه ۲۰۱۵، همین عنوان را به دست آورد و عنوان‌دار کنونی «خادم الحرمین الشریفین» است.

## فهرست خادمان حرمین در طول تاریخ
| نام | طول عمر | شروع سلطنت                                                        | پایان سلطنت                                                        | یادداشت                                                                                  | دودمان                                            | تصویر |
| --- | ------- | ----------------------------------------------------------------- | ------------------------------------------------------------------ | ---------------------------------------------------------------------------------------- | ------------------------------------------------- | ----- |
| سلطان صلاح‌الدین یوسف- الناصر ابوالمظفر - الملک الناصر أبو المظفر صلاح الدنیا والدین قسیم أمیر المؤمنین السلطان الأعظم یوسف بن أیوب بن شاذی الأیوبی                                | ۵۵ سال  | ۱۱۷۴                                                              | ۴ مارس ۱۱۹۳                                                        | نخستین سلطان سوریه و مصر از خاندان ایوبی و فاتح بیت‌المقدس که توسط صلیبیان تسخیر شده بود. | ایوبیان کرد                                       |       |
| سلطان عمادالدین عثمان- العزیز ابوالفتح - الملک العزیز أبو الفتح عماد الدنیا والدین عثمان بن یوسف الأیوبی                                                                          | ۲۷ سال  | ۴ مارس ۱۱۹۳                                                       | ۲۹ نوامبر ۱۱۹۸                                                     | جانشین سلطان صلاح‌الدین در مصر                                                            | ایوبیان                                           |       |
| سلطان ناصرالدین محمد یکم- المنصور ابوالمظفر - الملک المنصور أبو المظفر ناصر الدنیا والدین محمد بن عثمان الأیوبی                                                                   | ۲۷ سال  | ۲۹ نوامبر ۱۱۹۸                                                    | فوریه ۱۲۰۰                                                         | سومین سلطان ایوبی مصر                                                                    | ایوبیان                                           |       |
| سلطان سیف‌الدین احمد یکم- العادل ابوبکر - الملک العادل أبو بکر سیف الدنیا والدین أحمد بن أیوب بن شاذی الأیوبی                                                                      | ۷۳ سال  | فوریه ۱۲۰۰                                                        | ۳۱ اوت ۱۲۱۸                                                        | چهارمین سلطان ایوبی مصر                                                                  | ایوبیان                                           |       |
| سلطان ناصرالدین محمد دوم- الکامل ابوالمعالی - الملک الکامل أبو المعالی ناصر الدنیا والدین محمد بن أحمد الأیوبی                                                                    | ۶۰ سال  | ۳۱ اوت ۱۲۱۸                                                       | ۶ مارس ۱۲۳۸                                                        | پنجمین سلطان ایوبی مصر                                                                   | ایوبیان                                           |       |
| سلطان سیف‌الدین احمد دوم- العادل ابوبکر - الملک العادل أبو بکر سیف الدنیا والدین أحمد بن محمد الأیوبی                                                                              | ۲۷ سال  | ۶ مارس ۱۲۳۸                                                       | ۹ فوریه ۱۲۴۰                                                       | ششمین سلطان ایوبی مصر                                                                    | ایوبیان                                           |       |
| سلطان نجم‌الدین ایوب- الصالح ابوالفتوح - الملک الصالح أبو الفتوح نجم الدنیا والدین أیوب بن محمد الأیوبی                                                                            | ۴۴ سال  | ۹ فوریه ۱۲۴۰                                                      | ۲۹ نوامبر ۱۲۴۹                                                     | هفتمین سلطان ایوبی مصر                                                                   | ایوبیان                                           |       |
| سلطان غیاث‌الدین توران‌شاه- المعظم ابوالمظفر - الملک المعظم غیاث الدنیا والدین توران شاه بن أیوب الأیوبی                                                                            | ۱ سال   | ۲۹ نوامبر ۱۲۴۹                                                    | ۲ مه ۱۲۵۰                                                          | هشتمین سلطان ایوبی مصر                                                                   | ایوبیان                                           |       |
| شجر الدر- ام خلیل - الملکة أم خلیل عصمة الدین شجرة الدُّر الخوارزمیة زوجة أیوب بن محمد الأیوبی                                                                                      | ۳۴ سال  | ۲ مه ۱۲۵۰                                                         | ژوئیه ۱۲۵۰                                                         | نهمین سلطان (سلطانه) ایوبی مصر                                                           | ایوبیان                                           |       |
| سلطان عزالدین ایبک- المعز - الملک المعز عز الدنیا والدین أیبک الجانشکیر الترکمانی الصالحی النجمی                                                                                  | ۶۰ سال  | بار اول: ژوئیه ۱۲۵۰ بار دوم: ۱۲۵۴                                 | بار اول: ژوئیه ۱۲۵۰ (۵ روز) بار دوم: ۱۲۵۷                          | نخستین سلطان ممالیک بحری مصر                                                             | ممالیک بحری                                       |       |
| سلطان معزالدین موسی- الاشرف - الملک الأشرف معز الدنیا والدین موسی بن الملک المسعود بن محمد الأیوبی                                                                                | ۱۰ سال  | ژوئیه ۱۲۵۰                                                        | ۱۲۵۴                                                               | آخرین سلطان ایوبی مصر                                                                    | ایوبیان                                           |       |
| سلطان نورالدین علی بن ایبک- المنصور - الملک المنصور نور الدنیا والدین علی بن أیبک الترکمانی الصالحی النجمی                                                                        | ۱۷ سال  | ۱۲۵۷                                                              | نوامبر ۱۲۵۹                                                        | دومین سلطان مملوکی مصر                                                                   | ممالیک بحری                                       |       |
| سلطان سیف‌الدین قُطُز- المظفر أبوالفتح - الملک المظفر أبو الفتح سیف الدنیا والدین قسیم أمیر المؤمنین السلطان الأعظم والقائد الفاتح قطز محمود بن ممدود بن خوارزم شاه المعزی الترکمانی | ۵۷ سال  | نوامبر ۱۲۵۹                                                       | ۲۴ اکتبر ۱۲۶۰                                                      | سومین سلطان مملوکی مصر از خاندان خوارزمشاهیان                                            | خوارزمشاهیان (به نسب) ممالیک بحری (پادشاه مملوکی) |       |
| سلطان رکن‌الدین بَیْبَرْس یکم- الظاهر ابوالفتوح - الملک الظاهر أبو الفتوح رکن الدنیا والدین قسیم أمیر المؤمنین السلطان الأعظم بیبرس بن عبدالله العلائی البُنْدُقْداری الصالحی النجمی       | ۵۴ سال  | ۲۴ اکتبر ۱۲۶۰                                                     | ۱ ژوئیه ۱۲۷۷                                                       | چهارمین سلطان مملوکی مصر                                                                 | ممالیک بحری                                       |       |
| سلطان ناصرالدین محمد یکم- السعید ابوالمعالی - الملک السعید أبو المعالی ناصر الدنیا والدین محمد بن بیبرس البُنْدُقْداری الصالحی النجمی                                                 | ۲۰ سال  | ۳ ژوئیه ۱۲۷۷                                                      | اوت ۱۲۷۹                                                           | پنجمین سلطان مملوکی مصر                                                                  | ممالیک بحری                                       |       |
| سلطان بدرالدین سُلامِش- العادل ابن بدویه - الملک العادل إبن البدویة بدر الدنیا والدین سلامش بن بیبرس البُنْدُقْداری الصالحی النجمی                                                      | ۱۹ سال  | اوت ۱۲۷۹                                                          | نوامبر ۱۲۷۹                                                        | ششمین سلطان ممالیک بحری                                                                  | ممالیک بحری                                       |       |
| سلطان سیف‌الدین قَلاوون- المنصور - الملک المنصور سیف الدنیا والدین قلاوون الألفی الصالحی                                                                                            | ۶۸ سال  | نوامبر ۱۲۷۹                                                       | ۱۰ نوامبر ۱۲۹۰                                                     | هفتمین سلطان مملوکی مصر                                                                  | ممالیک بحری                                       |       |
| سلطان صلاح‌الدین خلیل- الأشرف - الملک الأشرف صلاح الدنیا والدین خلیل بن قلاوون الألفی الصالحی                                                                                      | ۲۶ سال  | ۱۲ نوامبر ۱۲۹۰                                                    | ۱۴ دسامبر ۱۲۹۳                                                     | هشتمین سلطان مملوکی مصر                                                                  | ممالیک بحری                                       |       |
| سلطان ناصرالدین محمد دوم- الناصر ابوالمعالی - الناصر ابوالفتح - الملک الناصر أبو المعالی وأبو الفتح ناصر الدنیا والدین محمد بن قلاوون الألفی الصالحی                              | ۵۷ سال  | بار اول: دسامبر ۱۲۹۳ بار دوم: ۱۶ ژانویه ۱۲۹۹ بار سوم: ۵ مارس ۱۳۱۰ | بار اول: دسامبر ۱۲۹۴ بار دوم: مارس ۱۳۰۹ بار سوم: ۷ ژوئن ۱۳۴۱       | نهمین / دوازدهمین / چهاردهمین سلطان مملوکی مصر                                           | ممالیک بحری                                       |       |
| سلطان زین‌الدین کِتْبُغا- العادل - الملک العادل زین الدنیا والدین کتبغا بن عبدالله المنصوری الترکی المغلی                                                                             |         | دسامبر ۱۲۹۴                                                       | ۷ دسامبر ۱۲۹۶                                                      | دهمین سلطان مملوکی مصر                                                                   | ممالیک بحری                                       |       |
| سلطان حسام‌الدین لاجین- المنصور ابوالفتوح - الملک المنصور أبو الفتوح حسام الدنیا والدین لاجین بن عبدالله المنصوری                                                                  |         | ۷ دسامبر ۱۲۹۶                                                     | ۱۶ ژانویه ۱۲۹۹                                                     | یازدهمین سلطان مملوکی مصر                                                                | ممالیک بحری                                       |       |
| سلطان رکن‌الدین بَیْبَرْس دوم- المظفر ابوالفتح - الملک المظفر أبو الفتح رکن الدنیا والدین بیبرس الجاشنکیر المنصوری                                                                     |         | آوریل ۱۳۰۹                                                        | ۵ مارس ۱۳۱۰                                                        | سیزدهمین سلطان مملوکی مصر                                                                | ممالیک بحری                                       |       |
| سلطان سیف‌الدین ابوبکر- المنصور - الملک المنصور سیف الدنیا والدین أبو بکر بن محمد بن قلاوون الألفی الصالحی                                                                         | ۲۰ سال  | ۷ ژوئن ۱۳۴۱                                                       | ۵ اوت ۱۳۴۱                                                         | پانزدهمین سلطان مملوکی مصر                                                               | ممالیک بحری                                       |       |
| سلطان علاءالدین کوچک- الاشرف - الملک الأشرف علاء الدنیا والدین کجک بن محمد بن قلاوون الألفی الصالحی                                                                               | ۹ سال   | ۵ اوت ۱۳۴۱                                                        | ۲۱ ژانویه ۱۳۴۲                                                     | شانزدهمین سلطان مملوکی مصر                                                               | ممالیک بحری                                       |       |
| سلطان شهاب‌الدین احمد- الناصر - الملک الناصر شهاب الدنیا والدین أحمد بن محمد بن قلاوون الألفی الصالحی                                                                              | ۲۶ سال  | ۲۱ ژانویه ۱۳۴۲                                                    | ۲۷ ژوئن ۱۳۴۲                                                       | هفدهمین سلطان مملوکی مصر                                                                 | ممالیک بحری                                       |       |
| سلطان عمادالدین اسماعیل- الصالح ابوالفدا - الملک الصالح أبو الفدا عماد الدنیا والدین إسماعیل بن محمد بن قلاوون الألفی الصالحی                                                     | ۲۰ سال  | ۲۷ ژوئن ۱۳۴۲                                                      | اوت ۱۳۴۵                                                           | هجدهمین سلطان مملوکی مصر                                                                 | ممالیک بحری                                       |       |
| سلطان سیف‌الدین شعبان- الکامل ابوالفتوح - الملک الکامل أبو الفتوح سیف الدنیا والدین شعبان بن محمد بن قلاوون الألفی الصالحی                                                         |         | اوت ۱۳۴۵                                                          | ۲۱ سپتامبر ۱۳۴۶                                                    | نوزدهمین سلطان مملوکی مصر                                                                | ممالیک بحری                                       |       |
| سلطان سیف‌الدین حاجی- المظفر - الملک المظفر سیف الدنیا والدین حاجی بن محمد بن قلاوون الألفی الصالحی                                                                                | ۱۶ سال  | سپتامبر ۱۳۴۶                                                      | دسامبر ۱۳۴۷                                                        | بیستمین سلطان مملوکی مصر                                                                 | ممالیک بحری                                       |       |
| سلطان بدرالدین حسن- الناصر ابوالمعالی - الملک الناصر أبو المعالی بدر الدنیا والدین حسن بن محمد بن قلاوون الألفی الصالحی                                                           | ۲۷ سال  | بار اول: دسامبر ۱۳۴۷ بار دوم: اکتبر ۱۳۵۴                          | بار اول: اوت ۱۳۵۱ بار دوم: ۱۷ مارس ۱۳۶۱                            | بیست و یکمین / بیست و سومین سلطان مملوکی مصر                                             | ممالیک بحری                                       |       |
| سلطان صلاح‌الدین صالح- الصالح - الملک الصالح صلاح الدنیا والدین صالح بن محمد بن قلاوون الألفی الصالحی                                                                              | ۲۳ سال  | دسامبر ۱۳۵۱                                                       | اکتبر ۱۳۵۴                                                         | بیست و دومین سلطان مملوکی مصر                                                            | ممالیک بحری                                       |       |
| سلطان صلاح‌الدین محمد- المنصور - الملک المنصور صلاح الدنیا والدین محمد بن حاجی بن محمد بن قلاوون الألفی الصالحی                                                                    | ۵۳ سال  | ۱۷ مارس ۱۳۶۱                                                      | ۲۹ مه ۱۳۶۳                                                         | بیست و چهارمین سلطان مملوکی مصر                                                          | ممالیک بحری                                       |       |
| سلطان زین‌الدین شعبان- الاشرف ابوالمعالی - الملک الأشرف أبو المعالی زین الدنیا والدین شعبان بن الأمجد حسین بن محمد بن قلاوون الألفی الصالحی                                        | ۲۳ سال  | ۲۹ مه ۱۳۶۳                                                        | ۱۵ مارس ۱۳۷۷                                                       | بیست و پنجمین سلطان مملوکی مصر                                                           | ممالیک بحری                                       |       |
| سلطان علاءالدین علی- المنصور - الملک المنصور علاء الدنیا والدین علی بن شعبان بن الأمجد حسین الألفی الصالحی                                                                        | ۱۲ سال  | ۱۵ مارس ۱۳۷۷                                                      | مه ۱۳۸۱                                                            | بیست و ششمین سلطان مملوکی مصر                                                            | ممالیک بحری                                       |       |
| سلطان صلاح‌الدین حاجی- الصالح ابوالجود - الملک الصالح أبو الجود صلاح الدنیا والدین حاجی بن شعبان بن الأمجد حسین الألفی الصالحی                                                     | ۴۰ سال  | ۱۳۸۲                                                              | ۱۳۸۹ (با برقوق)                                                    | آخرین سلطان مملوکی مصر                                                                   | ممالیک بحری                                       |       |
| سلطان سیف‌الدین بَرقوق- الظاهر ابوسعید - الملک الظاهر أبو سعید سیف الدنیا والدین برقوق بن أنس بن عبدالله الشرکسی                                                                    | ۶۳ سال  | ۱۳۸۲                                                              | بار اول: ۱۳۸۹ (با الصالح) بار دوم: ۱۳۹۹ (نخستین سلطان ممالیک برجی) | نخستین سلطان ممالیک برجی مصر                                                             | ممالیک برجی                                       |       |
| سلطان زین‌الدین فرج- الناصر ابوسعادات - الملک الناصر أبو السعادات زین الدنیا والدین فرج بن برقوق الشرکسی                                                                           | ۲۵ سال  | بار اول: ۱۳۹۹ بار دوم: ۱۴۰۵                                       | بار اول: ۱۴۰۵ بار دوم: ۱۴۱۲                                        | دومین / چهارمین سلطان مملوکی مصر                                                         | ممالیک برجی                                       |       |
| سلطان عزالدین عبدالعزیز- المنصور - الملک المنصور أبو العز عز الدنیا والدین عبد العزیز بن برقوق الشرکسی                                                                            |         | ۱۴۰۵                                                              | ۱۴۰۵                                                               | سومین سلطان مملوکی مصر                                                                   | ممالیک برجی                                       |       |
| سلطان شیخ محمودی- المؤید ابونصر - الملک المؤید أبو نصر شیخ المحمودی الظاهری | ۵۲ سال  | ۱۸ ژوئن ۱۴۱۲                                                      | ۱۳ ژانویه ۱۴۲۱                                                     | پنجمین سلطان مملوکی مصر                                                                  | ممالیک برجی                                       |       |
| سلطان احمد محمودی- المظفر ابوسعادات - الملک المظفر أبو السعادات شهاب الدنیا والدین أحمد بن الشیخ المحمودی الظاهری                                                                 | ۱۱ سال  | ۱۳ ژانویه ۱۴۲۱                                                    | ۱۴۲۱                                                               | ششمین سلطان مملوکی مصر                                                                   | ممالیک برجی                                       |       |
| سلطان سیف‌الدین طَطَر- الظاهر ابوالفتح - الملک الظاهر أبو الفتح سیف الدنیا والدین ططر الظاهری                                                                                        |         | ۱۴۲۱                                                              | ۳۰ نوامبر ۱۴۲۱                                                     | هفتمین سلطان مملوکی مصر                                                                  | ممالیک برجی                                       |       |
| ملک ناصرالدین محمد- الصالح ابوسعادات - الملک الصالح أبو السعادات ناصر الدنیا والدین محمد بن ططر الظاهری                                                                           | ۱۱ سال  | ۳۰ نوامبر ۱۴۲۱                                                    | ۱۴۲۲                                                               | هشتمین سلطان مملوکی مصر                                                                  | ممالیک برجی                                       |       |
| ملک سیف‌الدین بَرْسْبای- الاشرف ابونصر - الملک الأشرف أبو النصر سیف الدنیا والدین برسبای الدقماقی الظاهری                                                                             | ۶۹ سال  | ۱۴۲۲                                                              | ۷ ژوئن ۱۴۳۸                                                        | نهمین سلطان مملوکی مصر                                                                   | ممالیک برجی                                       |       |
| سلطان جمال‌الدین یوسف- العزیز ابوالمحاسن - الملک العزیز أبو المحاسن جمال الدنیا والدین یوسف بن برسبای الدقماقی الظاهری                                                             |         | ۷ ژوئن ۱۴۳۸                                                       | ۷ سپتامبر ۱۴۳۸                                                     | دهمین سلطان مملوکی مصر                                                                   | ممالیک برجی                                       |       |
| سلطان سیف‌الدین جَقْمَق- الظاهر ابوسعید - الملک الظاهر أبو سعید سیف الدنیا والدین جقمق محمد العلائی الظاهری                                                                           | ۸۰ سال  | ۷ سپتامبر ۱۴۳۸                                                    | ۱ فوریه ۱۴۵۳                                                       | یازدهمین سلطان مملوکی مصر                                                                | ممالیک برجی                                       |       |
| سلطان فخرالدین عثمان- المنصور ابوسعادات - الملک المنصور أبو السعادات فخر الدنیا والدین عثمان بن جقمق محمد العلائی الظاهری                                                         | ۱۸ سال  | ۱ فوریه ۱۴۵۳                                                      | ۱۹ مارس ۱۴۵۳                                                       | دوازدهمین مملوکی مصر                                                                     | ممالیک برجی                                       |       |
| سلطان سیف‌الدین اینال- الاشرف ابونصر - الملک الأشرف أبو النصر سیف الدنیا والدین إینال الظاهری                                                                                      | ۸۰ سال  | ۱۹ مارس ۱۴۵۳                                                      | ۲۵ فوریه ۱۴۶۱                                                      | سیزدهمین سلطان مملوکی مصر                                                                | ممالیک برجی                                       |       |
| سلطان شهاب‌الدین احمد- المؤید ابوالفتح - الملک المؤید أبو الفتح شهاب الدنیا والدین أحمد بن إینال الظاهری                                                                           | ۳۸ سال  | ۲۵ فوریه ۱۴۶۱                                                     | ۲۸ ژوئن ۱۴۶۱                                                       | چهاردهمین سلطان مملوکی مصر                                                               | ممالیک برجی                                       |       |
| سلطان سیف‌الدین خوش‌قدم- الظاهر ابوسعید - الملک الظاهر أبو سعید سیف الدنیا والدین خُشْقَدَم بن عبدالله الناصری المؤیدی                                                                  | ۶۵ سال  | ۲۸ ژوئن ۱۴۶۱                                                      | ۷ دسامبر ۱۴۶۷                                                      | پانزدهمین سلطان مملوکی مصر                                                               | ممالیک برجی                                       |       |
| سلطان سیف‌الدین بِلْبای- الظاهر ابوسعید - الملک الظاهر أبو سعید سیف الدنیا والدین بلبای الإینالی المؤیدی                                                                             | ۶۸ سال  | ۹ اکتبر ۱۴۶۷                                                      | ۷ دسامبر ۱۴۶۷                                                      | شانزدهمین سلطان مملوکی مصر                                                               | ممالیک برجی                                       |       |
| سلطان تِمُربُغا- الظاهر ابوسعید - الملک الظاهر أبو سعید تمربغا الرومی |         | ۷ دسامبر ۱۴۶۷                                                     | مه ۱۴۶۸                                                            | هفدهمین سلطان مملوکی مصر                                                                 | ممالیک برجی                                       |       |
| سلطان سیف‌الدین قایْتْبای- الاشرف ابونصر - الملک الأشرف أبو النصر سیف الدنیا والدین قایتبای المحمودی الظاهری                                                                         | ۸۴ سال  | مه ۱۴۶۸                                                           | ۷ اوت ۱۴۹۶                                                         | هجدهمین سلطان مملوکی مصر                                                                 | ممالیک برجی                                       |       |
| سلطان ناصرالدین محمد- الناصر ابوسعادات - الأشرف ابوسعادات - الملک الناصر - الأشرف أبو السعادات ناصر الدنیا والدین محمد بن قایتبای المحمودی الظاهری                                | ۱۶ سال  | بار اول: ۷ اوت ۱۴۹۶ بار دوم: ۱۴۹۷                                 | بار اول: ۱۴۹۷ بار دوم: ۲۹ دسامبر ۱۴۹۸                              | نوزدهمین / بیست و یکمین سلطان مملوکی مصر                                                 | ممالیک برجی                                       |       |
| سلطان قانصوه یکم- الاشرف ابونصر خمسمئة - الملک الأشرف أبو النصر قانصوه خمسمئة |         | ۱۴۹۷                                                              | ۱۴۹۷ (۳ روز)                                                       | بیستمین سلطان مملوکی مصر                                                                 | ممالیک برجی                                       |       |
| سلطان قانصوه دوم- الظاهر ابوسعید - الملک الظاهر أبو سعید قانصوه الأشرفی خال الملک ناصر الدنیا والدین محمد بن قایتبای                                                              |         | ۲۹ دسامبر ۱۴۹۸                                                    | ژوئیه ۱۵۰۰                                                         | بیست و دومین سلطان مملوکی مصر                                                            | ممالیک برجی                                       |       |
| سلطان جان بلاط- الاشرف ابونصر - الملک الأشرف أبو النصر جان بلاط الأشرفی |         | ژوئیه ۱۵۰۰                                                        | ۱۵۰۱                                                               | بیست و سومین سلطان مملوکی مصر                                                            | ممالیک برجی                                       |       |
| سلطان طومان‌بای اول- العادل ابونصر - الملک العادل أبو النصر طومان بای الأشرفی |         | ۱۵۰۱                                                              | ۱۵۰۱                                                               | بیست و چهارمین سلطان مملوکی مصر                                                          | ممالیک برجی                                       |       |
| سلطان قانصوه سوم- الاشرف ابونصر - الملک الأشرف أبو النصر قانصوه من بیردی الغوری الأشرفی                                                                                           | ۷۵ سال  | ۱۹ آوریل ۱۵۰۱                                                     | ۱۴ اوت ۱۵۱۶                                                        | بیست و پنجمین سلطان مملوکی مصر                                                           | ممالیک برجی                                       |       |
| سلطان طومان‌بای دوم- الاشرف ابونصر - الملک الأشرف أبو النصر طومان بای الأشرفی الناصری                                                                                              | ۴۳ سال  | ۱۴ اوت ۱۵۱۶                                                       | ۱۴ آوریل ۱۵۱۷                                                      | آخرین سلطان مملوکی مصر                                                                   | ممالیک برجی                                       |       |
| سلطان سلیم یکم- یاووز - [] Error: {{Lang}}: فاقد متن (راهنما) | ۴۹ سال  | ۲۴ آوریل ۱۵۱۲                                                     | ۲۲ سپتامبر ۱۵۲۰                                                    | نهمین سلطان عثمانی                                                                       | امپراتوری عثمانی                                  |       |